# Fakenham
Fakenham – miasto w Wielkiej Brytanii. w Anglii w hrabstwie Norfolk, położone nad rzeką Wensum, ok. 30 km na północny zachód od King’s Lynn i 40 km na północny zachód od Norwich. Miasto zamieszkuje ok. 7800 osób.

## Nazwa
Nazwa miasta jest pochodzenia saksońskiego i oznacza „miejsce na rzece” lub „miejsce targu”, bądź też osadę (ang. ham, hamlet nad rzeką Ken.

## Historia
Miasto znane już za czasów saksońskich, według Domesday Book z roku 1086, wymienione pod nazwą Fagnham liczyło 150 mieszkańców. Większy był znajdujący się na przeciwnym brzegu rzeki Hempton i posiadał opactwo, będące celem pielgrzymek. Rola Fakenham wzrosła dopiero po zlikwidowaniu opactwa przez Henryka VIII. W okresie rewolucji przemysłowej w XX wieku miasto stało się ośrodkiem drukarskim - najważniejszą drukarnię zamknięto w latach siedemdziesiątych. Miasto posiadało dwie linie kolejowe, jedna została zamknięta w latach sześćdziesiątych, druga w latach osiemdziesiątych. Obecnie planuje się ich częściową odbudowę.